# 92279 Bindiluca
92279 Bindiluca este o planetă minoră (asteroid) din Outer Main Belt⁠(d). A fost descoperită pe 22 februarie 2000 la San Marcello de Luciano Tesi⁠(d). 
Obiectul prezintă o orbită caracterizată de o semiaxă mare de 3,2129013989336 UAi, o excentricitate de 0,17, o înclinație de 17,1 ° în raport cu ecliptica.